# Vilar de Ferreiros
Vilar de Ferreiros é uma povoação portuguesa sede da Freguesia de Vilar de Ferreiros do município de Mondim de Basto, freguesia com 16,15 km² de área e 888 habitantes (censo de 2021), tendo, por isso, uma densidade populacional de 55 hab./km².
A freguesia de Vilar de Ferreiros é constituída pelas aldeias de Vilarinho, Vilar de Ferreiros, Pedreira, Vila Chã e Covas.

## Demografia
A população registada nos censos foi:
| Distribuição da População por Grupos Etários | Distribuição da População por Grupos Etários | Distribuição da População por Grupos Etários | Distribuição da População por Grupos Etários | Distribuição da População por Grupos Etários |
| -------------------------------------------- | -------------------------------------------- | -------------------------------------------- | -------------------------------------------- | -------------------------------------------- |
| Ano                                          | 0-14 Anos                                    | 15-24 Anos                                   | 25-64 Anos                                   | > 65 Anos                                    |
| 2001                                         | 300                                          | 252                                          | 624                                          | 196                                          |
| 2011                                         | 191                                          | 155                                          | 572                                          | 218                                          |
| 2021                                         | 87                                           | 107                                          | 429                                          | 265                                          |

~

## Património
- Igreja Paroquial.

## Equipamentos
- Junta de Freguesia de Vilar de Ferreiros;
- (Futuro) Centro de Interpretação e Turismo de Natureza de Vilar de Ferreiros.

## Associativismo
- Viver Vilar de Ferreiros - Associação Cultural e Desportiva;
- Vozes do povo - Grupo de Cavaquinhos.